# Ралінген
Ралінген (нім. Ralingen) — громада в Німеччині, розташована в землі Рейнланд-Пфальц. Входить до складу району Трір-Саарбург. Складова частина об'єднання громад Трір-Ланд.
Площа — 27,64 км2. Населення становить 2129 ос. (станом на 31 грудня 2020).

## Галерея

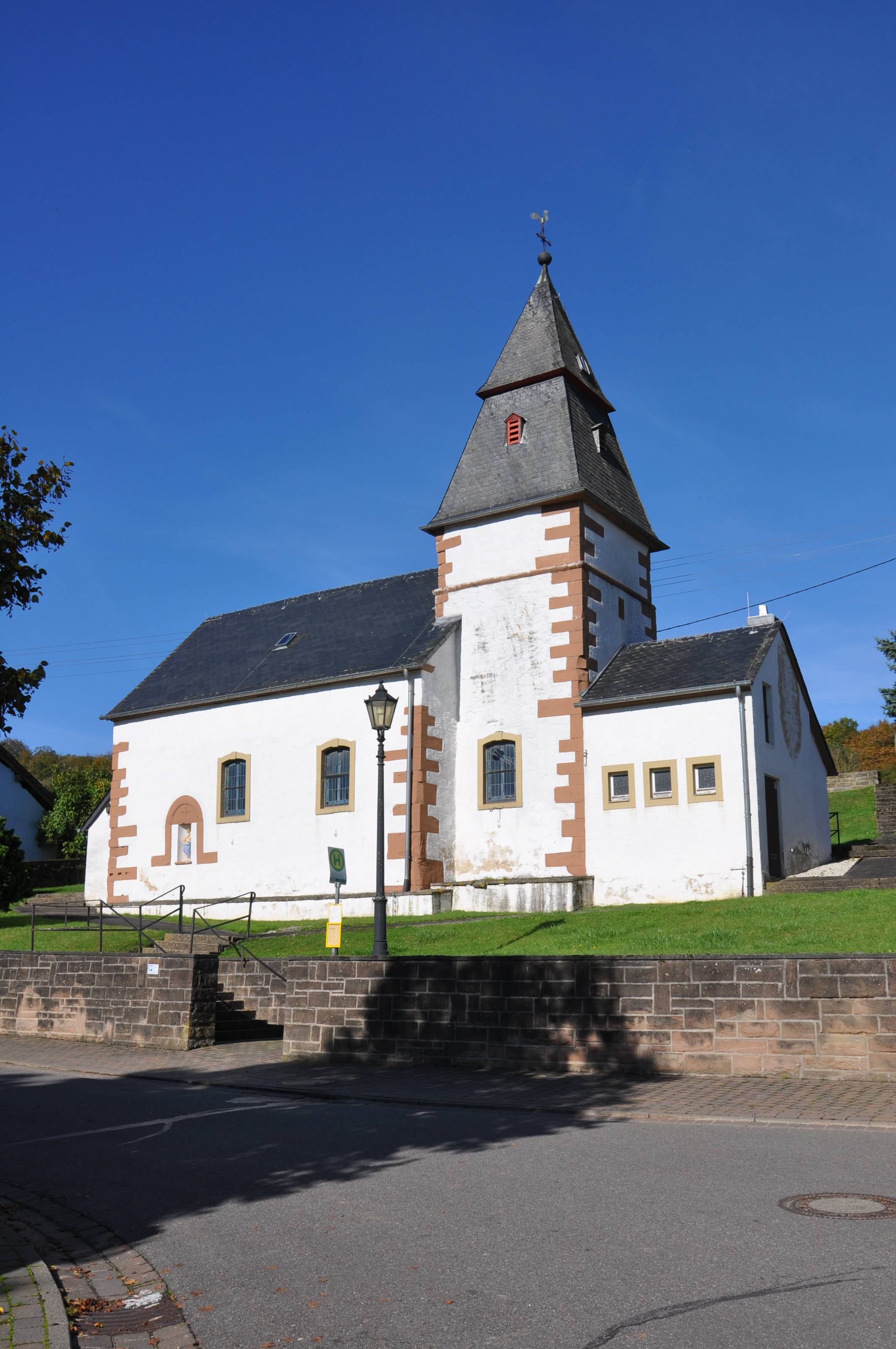